# Joël Flateau
Joël Flateau, né à Paris le 28 décembre 1950, est un enfant acteur français.

## Biographie
Ses parents, Georges Flateau et Ginette d'Yd, sont tous deux comédiens. Il devient connu du public français à l'âge de 7 ans, en 1958, en interprétant le rôle de Rémi dans Sans Famille, réalisé par André Michel d'après le roman d'Hector Malot. 
Il présente, pour la RTF, les programmes du nouvel an 1961, en compagnie d'une autre enfant acteur, Catherine Demongeot. Il apparaît dans plusieurs autres films mais ne poursuit pas sa carrière au-delà de 1963.

## Filmographie
- Sans Famille (1958) de  André Michel : Rémi
- Les Jeux dangereux (1958) de Pierre Chenal : la Puce
- Échec au porteur (1958) de Gilles Grangier : le petit malade.
- Le Véritable Aiglon (1959) téléfilm de la série La caméra explore le temps de Stellio Lorenzi : l'Aiglon enfant
- Drôles de phénomènes (1959) de Robert Vernay : Éric dit "L'Haricot"
- Si le ciel s'en mêle (1960) de Jean-Christophe Averty
- Les Vainqueurs (1963) de Carl Foreman : Jean-Pierre (non crédité)
- Fanny  (1961) de Joshua Logan : Césario
- Téléfilms de la série Le Théâtre de la jeunesse de Claude Santelli :
  - Lazarillo (1960) de Claude Loursais : Lazarillo
  - Youm et le longues moustaches (1961) de Yves-André Hubert : Youm
  - Un bon petit diable (1961) de Jean-Paul Carrère : Charles
  - L'Auberge de l'Ange gardien (1962) de Marcel Cravenne : Jacques
  - Le Général Dourakine (1963) : Jacques